# سیارک ۲۳۸۵۴
سیارک ۲۳۸۵۴ (به انگلیسی: 23854 Rickschaffer، نامگذاری:1998RD40) بیست و سه هزار و هشتصد و پنجاه و چهارمین سیارک کشف شده‌است که در ۱۴ سپتامبر ۱۹۹۸ کشف شد.
قدر مطلق سیارک برابر ۱۲.۳ است.